# Магноевич-Средни
Магноевич-Средни (серб. Магнојевић Средњи / Magnojević Srednji) — село в общине Биелина Республики Сербской Боснии и Герцеговины. Население составляет 360 человек по переписи 2013 года.